# Georg Friedrich Dinglinger (1702-1785)
Ne pas confondre avec son père Georg Friedrich Dinglinger (1666–1720).
Georg Friedrich Dinglinger, né le 11 janvier 1702 à Biberach an der Riß et mort le 15 février 1785, est un maître-bâtisseur.

## Biographie
Georg Friedrich Dinglinger naît le 11 janvier 1702 à Biberach an der Riß,.
Il est le cinquième enfant de l'émailleur Georg Friedrich Dinglinger (1666-1720) et de Katharina Barbara, née Gutermann. En 1704, la famille s'installe à Dresde, où les frères de son père, Johann Melchior Dinglinger (1664-1731) et Georg Christian (1668-1728), travaillent comme bijoutiers et orfèvres à la cour. Son père est nommé émailleur de la cour par Auguste II le 11 février 1704. Après la mort de son père, il reste avec son oncle et tuteur Johann Melchior.
À partir de 1739, Dinglinter est l'administrateur des bâtiments du Commissariat de guerre : Selon son plan, Eldagsen a été reconstruit en 1742 et 1743.
En mai 1742, il épouse Sophie Charlotte Gellerke qui meurt l'année suivante. Le 10 juillet 1745, il acquiert la citoyenneté de la (vieille) ville de Hanovre et cinq jours plus tard, il épouse Anne Justina Bötticher (1723-1803), la fille du maître relieur et libraire Justus Christoph Bötticher (1672-1742), avec qui il a six enfants.
En 1746, Dinglinger est nommé maître-bâtisseur de forteresse (jusqu'en 1785). L'ingénieur-colonel Johann Christian Lüttich, qui postulant également à ce poste, doute de ses qualifications en 1750.
Vers 1746, le maire Christian Ulrich Grupen fait le projet d'agrandir la vieille ville en construisant la nouvelle Aegidienneustadt. À partir d'octobre 1746, le maître d'œuvre Ernst Braun établit un plan pour cette zone qui, après la démolition d'une partie du rempart intérieur, prévoit la construction de 60 maisons derrière le rempart en ravelin de l'Aegidientor. En mars 1747, Dinglinger est chargé de la planification de ce projet et produit cinq ébauches dans lesquelles il reprend le dernier plan de Braun pour une place centrale. Le site est nivelé à l'extérieur des trois fossés avec le rempart et le bastion du moulin à vent au sud de l'Aegidientor est inclus dans la zone à construire. Le moulin à vent sur le bastion de la montagne à chevrons est déplacé et en février 1748, l'Aegidientorhaus et l'Aegidientor sont démolis.
En 1748-1750, il construit sa première maison (à colombages) au n° 35 de la Braunschweiger Straße à Aegidienneustadt, qu'il vend l'année suivante à l'avocat Bünemann. En 1751-1753, il construit sa nouvelle maison au n° 25 de la Große Aegidienstraße.
Ses domaines de travail sont principalement l'ingénierie et les bâtiments utilitaires, moins fréquemment aussi les commandes privées, mais aussi la cartographie.
De 1776 à 1779, Georg Friedrich Dinglinger - en plus de sa fonction de constructeur de forteresses qu'il exerce toujours - devient maître d'œuvre au consistoire des Hanovriens avec Georg Heinrich Brückmann : il y prépare notamment des expertises sur les édifices religieux.